# Li Qishi
Li Qishi (chiń. upr. 李奇时; pinyin Lǐ Qíshí; ur. 16 sierpnia 1993 w Jilin) – chińska łyżwiarka szybka, brązowa medalistka mistrzostw świata.

## Kariera
W zawodach Pucharu Świata Li Qishi zadebiutowała 10 listopada 2013 roku w Calgary, zajmując dziewiąte miejsce w wyścigu drużynowym. Pierwszy indywidualny występ w zawodach pucharowych zanotowała sześć dni później, zajmując czternaste miejsce w grupie B w wyścigu na 1500 m w Salt Lake City. Na podium po raz pierwszy stanęła 15 listopada 2014 roku w Obihiro, zajmując trzecie miejsce na 1000 m. W zawodach tych wyprzedziły ją jedynie dwie Holenderki: Marrit Leenstra i Ireen Wüst. Osiem dni później w Seulu na tym samym dystansie po raz pierwszy zwyciężyła, wyprzedzając Leenstrę i Czeszkę Karolínę Erbanovą. W sezonie 2014/2015 na podium stawała jeszcze dwa razy: 6 grudnia 2014 roku w Berlinie i 13 grudnia 2014 roku w Heerenveen była trzecia na 1000 m.
W lutym 2014 roku wystąpiła na igrzyskach olimpijskich w Soczi, zajmując 27. miejsce na dystansie 1500 m. Był to jej jedyny start olimpijski. W 2014 roku startowała także na mistrzostwach świata w wieloboju w Heerenveen, kończąc rywalizację na szesnastej pozycji. Najlepszy wynik osiągnęła w biegu na 1500 m, który ukończyła na piętnastym miejscu.